# Viktor Troicki
Viktor Troicki, em sérvio:  Виктор Троицки (10 de fevereiro de 1986, Belgrado) é um tenista profissional sérvio, que já foi número 12 do ranking mundial da ATP e conquistou 3 títulos de simples em 9 finais disputadas no circuito ATP.

## Carreira
Em outubro de 2010, ganhou seu primeiro título ATP em Simples ao conquistar o ATP 250 de Moscou, este disputado no piso duro.Também em 2010, conquistou seu primeiro torneio ATP de Duplas, ao vencer o ATP 250 de Bangkok ao lado de Christopher Kas. No final da temporada de 2010, fez parte da equipe sérvia campeã da Copa Davis daquele ano. Pois jogando ao lado dos compatriotas Novak Djokovic, Janko Tipsarevic e Nenad Zimonjic, ajudou a colocar a Sérvia na lista dos campeões da Copa Davis, com os 3 a 2 diante da França na decisão.
Foi campeão do World Team Cup de 2009 e 2012, junto com Janko Tipsarevic e Nenad Zimonjic. Em 2011, Troicki conseguiu se tornar um dos 20 melhores tenistas do mundo. Já que em junho daquele ano chegou a ser n° 12 do ranking mundial.
Em 2013, Troicki passou por um momento difícil. Pois, durante o Masters 1000 de Monte Carlo, ele foi selecionado para um exame de sangue, mas afirmou que não estava se sentindo bem e que uma funcionária anti-doping disse que ele poderia pedir para pular o teste. Apesar de ter realizado o procedimento no dia seguinte, recebeu uma suspensão de 18 meses, que foi reduzida em segunda instância para 12 meses, após o tenista ter recorrido à Corte Arbitral do Esporte. O sérvio retornou às quadras no ATP 250 de Gstaad em julho de 2014, ocupando o 842º lugar no ranking, mas voltou ao top 100 em janeiro de 2015.
Em janeiro de 2015, depois de mais de quatro anos de sua primeira conquista de título ATP em simples, Viktor Troicki voltou a erguer um troféu de nível ATP em simples. E foi no ATP 250 de Sydney na Austrália, onde o sérvio superou o cazaque Mikhail Kukushkin na decisão por 6/2 e 6/3.

## ATP finais

### Simples: 7 (2–5)
| Legenda                           |
| --------------------------------- |
| Grand Slam (0–0)                  |
| ATP World Tour Finals (0–0)       |
| ATP World Tour Masters 1000 (0–0) |
| ATP World Tour 500 Series (0–0)   |
| ATP World Tour 250 Series (2–5)   |

| Finais por Piso |
| --------------- |
| Duro (2–4)      |
| Saibro (0–0)    |
| Grama (0–1)     |
| Carpete (0–0)   |

| Finais por Local |
| ---------------- |
| Outdoors (1–2)   |
| Indoors (1–2)    |

| Resultado | N. | Data                | Torneio                                          | Piso     | Oponente              | Placar        |
| --------- | -- | ------------------- | ------------------------------------------------ | -------- | --------------------- | ------------- |
| Vice      | 1. | 17 de Agosto 2008   | Legg Mason Tennis Classic, Washington, D.C., EUA | Duro     | Juan Martín del Potro | 3–6, 3–6      |
| Vice      | 2. | 4 de Outubro 2009   | PTT Thailand Open, Bangkok, Tailândia            | Duro (i) | Gilles Simon          | 5–7, 3–6      |
| Campeão   | 1. | 24 de Outubro 2010  | Kremlin Cup, Moscou, Rússia                      | Duro (i) | Marcos Baghdatis      | 3–6, 6–4, 6–3 |
| Vice      | 3. | 15 de Janeiro 2011  | Medibank International Sydney, Sydney, Austrália | Duro     | Gilles Simon          | 5–7, 6–7(4–7) |
| Vice      | 4. | 23 de Outubro 2011  | Kremlin Cup, Moscou, Rússia (2)                  | Duro (i) | Janko Tipsarević      | 4–6, 2–6      |
| Campeão   | 2. | 17 de Janeiro 2015  | Apia International Sydney, Sydney, Austrália     | Duro     | Mikhail Kukushkin     | 6–2, 6–3      |
| Vice      | 5. | 14 de junho de 2015 | ATP de Stuttgart, Stuttgart, Alemanha            | Grama    | Rafael Nadal          | 6-7, 3-6      |

### Duplas: 2 (1–1)
| Legenda                           |
| --------------------------------- |
| Grand Slam (0–0)                  |
| ATP World Tour Finals (0–0)       |
| ATP World Tour Masters 1000 (0–0) |
| ATP World Tour 500 Series (0–0)   |
| ATP World Tour 250 Series (1–1)   |

| Finais por Piso |
| --------------- |
| Duro (1–1)      |
| Saibro (0–0)    |
| Grama (0–0)     |
| Carpete (0–0)   |

| Finais por Local |
| ---------------- |
| Outdoors (0–0)   |
| Indoors (1–1)    |

| Resultado | N. | Data            | Torneio                               | Piso     | Parceiro         | Oponente                      | Placar         |
| --------- | -- | --------------- | ------------------------------------- | -------- | ---------------- | ----------------------------- | -------------- |
| Campeão   | 1. | 3 Outubor 2010  | PTT Thailand Open, Bangkok, Tailândia | Duro (i) | Christopher Kas  | Jonathan Erlich Jürgen Melzer | 6–4, 6–4       |
| Vice      | 1. | 24 Outubro 2010 | Kremlin Cup, Moscou, Rússia           | Duro (i) | Janko Tipsarević | Igor Kunitsyn Dmitry Tursunov | 6–7(8–10), 3–6 |

## Competição por Equipes finais: 3 (3–0)
| Resultado | N. | Data              | Competição                           | Piso     | Parceiros                                      | Oponentes                                                           | Placar |
| --------- | -- | ----------------- | ------------------------------------ | -------- | ---------------------------------------------- | ------------------------------------------------------------------- | ------ |
| Campeão   | 1. | 23 Maio 2009      | World Team Cup, Düsseldorf, Alemanha | Saibro   | Janko Tipsarević Nenad Zimonjić                | Rainer Schüttler Philipp Kohlschreiber Nicolas Kiefer Mischa Zverev | 2–1    |
| Campeão   | 2. | 3–5 Dezembro 2010 | Copa Davis, Belgrado, Servia         | Duro (i) | Novak Djokovic Janko Tipsarević Nenad Zimonjić | Gaël Monfils Michaël Llodra Arnaud Clément Gilles Simon             | 3–2    |
| Campeão   | 3. | 21 Maio 2012      | World Team Cup, Düsseldorf, Alemanha | Saibro   | Janko Tipsarević Nenad Zimonjić Miki Janković  | Tomáš Berdych Radek Štěpánek František Čermák                       | 3–0    |